# Миронов Євген Віталійович
Євген Віталійович Миронов (рос. Евгений Витальевич Миронов; нар. 29 листопада 1966, Саратов, РРФСР, СРСР) — радянський, російський актор театру і кіно. Художній керівник Державного театру націй (Москва, Росія). Театральний і громадський діяч. Заслужений артист Російської Федерації (1996). Народний артист Російської Федерації (2004). Лауреат Державної премії Росії (1995, 2010). Кавалер орденів Пошани (2011), «За заслуги перед Вітчизною» IV ступеня (2016). Лауреат багатьох російських і міжнародних телевізійних (ТЕФІ), театральних («Зірка театрала», «Золота маска», «Кришталева Турандот», Російська національна акторська премія імені Андрія Миронова «Фігаро») і кінофестивалів («Золотий орел», «Сузір'я» тощо), кінопремії «Ніка».

## Життєпис
Народився 29 листопада 1966 року в Саратові.
Закінчив Саратовське театральне училище (1986) та Школу-студію МХАТ (1990, майстерня О. Табакова).
Працював в Театрі під керівництвом Олега Табакова.
З 2001 року активно співпрацює з МХТ ім. Чехова. У 2006 році створив «Театральну компанію Євгена Миронова».
З грудня 2006 року — художній керівник Державного театру націй.
Дебютував у кіно в 1988 році в картині О. Кайдановського «Дружина керосинника». Знявся в 60-ти кінофільмах, серіалах і телеспектаклях; зокрема, у фільмах «Анкор, ще анкор!» (1992), «Ліміта» (1993), «Мусульманин» (1995), «Мама» (1999), «Щоденник його дружини» (2000), «У серпні 44-го...» (2001), «Перетворення» (2002), «Ідіот» (2003, т/с), «Синдром Петрушки» (2015), в українській стрічці «Карпатське золото» (1991).

## Фільмографія
Акторські роботи:
- «Крісло» (1987, фільм-спектакль; відвідувач бару)
- «Дружина керосинника» (1988, коханець дружини керосинника; реж. О. Кайдановський)
- «Перед світанком» (1989, лейтенант)
- «Жінки, яким пощастило» (1989, інвалід з акордеоном на базарі)
- (рос.)«Зверь ликующий» (1989, к/м; Немовецький)
- «Роби — раз!» (1990, Олексій Гаврилов, рядовий)
- «Карпатське золото» (1991, Жора Чупін)
- «Любов» (1991, Саша; реж. В. Тодоровський)
- «Загублений в Сибіру» (1991, Володя Миронов; реж. О. Мітта)
- «Анкор, ще анкор!» (1992, Володимир Полєтаєв, лейтенант; реж. П. Тодоровський)
- «Як живете, карасі?» (1992, Микита, молода людина внучки)
- «Зоряна година за місцевим часом» (1992, фільм-спектакль; Коля)
- «Ліміта» (1993, Міша Вулах; реж. Д. Євстигнєєв)
- «Остання субота» (1993, Саша)
- «Стомлені сонцем» (1994, лейтенант-танкіст; реж. М. Михалков)
- «Мусульманин» (1995, Коля Іванов; реж. В. Хотиненко)
- «Трамвай у Москві» (1995, к/м, Андрій)
- «Двадцять хвилин з ангелом» (1996, фільм-спектакль; Хомутов)
- «Ревізор» (1996, Хлестаков)
- «Карамазови і пекло» (1996, фільм-спектакль; Іван Карамазов)
- «Зміїне джерело» (1997, Андрон Анатолійович, секретар директора школи, серійний маніяк; реж. М. Лебедєв)
- «Матроська тиша» (1997, фільм-спектакль; Давид Шварц)
- «Мама» (1999, Павло; реж. Д. Євстигнєєв)
- «Ще Ван Гог» (1999, фільм-спектакль)
- «Щоденник його дружини» (2000, Леонід Гуров, письменник; реж. О. Учитель)
- «У серпні 44-го...» (2001, Альохін, капітан)
- «Чайка» (2001, фільм-спектакль; Треплєв)
- «Будинок дурнів» (2002, офіцер; реж. А. Кончаловський)
- «Гра в модерн» (2002, Єлець, ротмістр)
- «Перетворення» (2002, Грегор Замза; реж. В. Фокін)
- «Пристрасті за Бумбарашем» (2002, фільм-спектакль; Бумбараш)
- «Є ідея...» (2003, Антон)
- «Вечірній дзвін» (2003, режисер)
- «Ідіот» (2003, т/с, 10 с, князь Мишкін, премія О. Солженіцина, 2004)
- «№ 13» (2003, фільм-спектакль; Джордж Пігден, секретар)
- «На Верхній Масловці» (2004, Петя; реж. К. Худяков)
- «Космос як передчуття» (2005, Віктор Коньков — Коник; реж. О. Учитель)
- «Втеча» (2005, Євген Вєтров, кардіохірург; реж. Є. Кончаловський)
- «У колі першому» (2005, телесеріал, Гліб Нержин, математик; реж. Г. Панфілов)
- «Полювання на піранью» (2006, Прохор)
- «Панове Головльови» (2006, фільм-спектакль; Порфирій Головльов)
- «По етапу»/In Transit (2006, Велика Британія—Росія; Андрій, охоронець табору)
- «Зберігати вічно» (2007, Гліб Нержин)
- «Апостол» (2007, т/с, близнюки Петро Істомін і Павло Істомін)
- «Москво, я люблю тебе!» (новела «Скрипаль») (2010, найманий вбивця)
- «Достоєвський» (2010, т/с, Федір Михайлович Достоєвський)
- «Стомлені сонцем 2: Предстояння» (2010, Ізюмов, старший лейтенант — начальник укріпрайону; реж. М. Михалков)
- «Мисливці за діамантами» (2011, т/с, Борис Буреце)
- «Попіл» (2013, т/с, Сенько Попіл, злодій)
- «Обчислювач» (2014, Ервін Канн, обчислювач)
- «Синдром Петрушки» (2015, Петя, актор-лялькар)
- «Норвег» (2015, Євген Кирилов)
- «Фонограф» (2016, к/м, Петро Ілліч Чайковський; реж. К. Серебренников)
- «Час перших» (2017, космонавт Олексій Леонов)
- «Матильда» (2017, Іван Карлович, директор Імператорських театрів; реж. О. Учитель)
- «Жанна» (2022, Віталій)
- «Серце Парми» (2022, єпископ-хреститель Іона)
- «Нюрнберг» (2023, Мигачов) та ін.

Озвучування:
- «Ближнє коло» (1991, Іван Саньшін — роль Тома Халса; реж. А. Кончаловський)
- «Лускунчик» (2004, мультфільм; Лускунчик, він же Принц)
- «Мені не боляче» (2006, Міша — роль Олександра Яценка)
- «Казки старого піаніно» (2007, анімаційний освітній проект)
- «Білка і Стрілка. Зоряні собаки» (2010, анімаційний фільм; щурик Веня)
- «Білка і Стрілка: Місячні пригоди» (2014, анімаційний фільм; щурик Веня)та ін.

## Нагороди

### Кінематографічні нагороди
| Рік  | Нагорода                                                      | Категорія | Фільм                           | Роль                        | Результат |
| ---- | ------------------------------------------------------------- | --- | ------------------------------- | --------------------------- | --------- |
| 1992 | Приз Відкритого Російського кінофестивалю «Кінотавр»          | Найкраща чоловіча роль | Любов                           | Саша                        | Перемога  |
| 1992 | Приз міжнародного фестивалю акторів кіно «Сузір'я»            | Найкраща чоловіча роль | Любов                           | Саша                        | Перемога  |
| 1992 | Гран-прі Міжнародного кінофестивалю в Женеві                  | | Любов                           | Саша                        | Перемога  |
| 1994 | Ніка                                                          | Найкраща чоловіча роль | Ліміта                          | Міша Вулах                  | Перемога  |
| 1995 | Приз кінокритики і Орден духовного управління мусульман Росії | Найкраща чоловіча роль | Мусульманин                     | Рядовий Микола              | Перемога  |
| 1995 | Ніка                                                          | Найкраща чоловіча роль | Мусульманин                     | Рядовий Микола              | Номінація |
| 1995 | Приз міжнародного фестивалю акторів кіно «Сузір'я»            | Найкраща епізодична роль | Стомлені Сонцем                 | Лейтенант-танкіст           | Перемога  |
| 2001 | Ніка                                                          | Найкраща чоловіча роль | В серпні 44-го...               | Капітан Альохін             | Номінація |
| 2003 | ТЕФІ                                                          | Виконавець чоловічої ролі в телевізійному фільмі/серіалі                                                                                        | Ідіот                           | Князь Мишкін                | Перемога  |
| 2003 | Золотий орел                                                  | Найкраща чоловіча роль | Ідіот                           | Князь Мишкін                | Перемога  |
| 2004 | Золота Німфа                                                  | Найкраща чоловіча роль в драмі | Ідіот                           | Князь Мишкін                | Перемога  |
| 2004 | Премія Олександра Солженіцина                                 | «за проникливе втілення образу князя Мишкіна на екрані, що дає новий імпульс розуміння християнських цінностей російської літературної класики» | Ідіот                           | Князь Мишкін                | Перемога  |
| 2005 | Золотий орел                                                  | Найкраща чоловіча роль | Космос як передчуття            | Коник                       | Номінація |
| 2005 | Ніка                                                          | Найкраща чоловіча роль | Космос як передчуття            | Коник                       | Перемога  |
| 2006 | Золотий орел                                                  | Найкраща чоловіча роль на телебаченні | В колі першому                  | Гліб Нєржин                 | Номінація |
| 2006 | Премія ФСБ Росії                                              | Акторська робота | В серпні 44-го...               | Капітан Альохін             | Перемога  |
| 2007 | MTV Russia Movie Awards                                       | Найкращий кінозлодій | Полювання на піранью            | Прохор Петрович             | Перемога  |
| 2008 | ТЕФІ                                                          | Виконавець чоловічої ролі в телевізійному фільмі/серіалі                                                                                        | Апостол                         | Павло Істомін/Петро Істомін | Номінація |
| 2011 | Ніка                                                          | Найкраща чоловіча роль другого плану | Стомлені Сонцем 2: Передстояння | Старший лейтенант Ізюмов    | Перемога  |
| 2018 | Золотий орел (за 2017 рік)                                    | Найкраща чоловіча роль в кіно | Час перших                      | Олексій Леонов              | Перемога  |

### Державні нагороди
- Заслужений артист Російської Федерації (1996) — за заслуги в області мистецтва
- Народний артист Російської Федерації (2004) — за великі заслуги в області мистецтва
- Орден Пошани (2011) — за великий внесок у розвиток вітчизняного театрального і кінематографічного мистецтва, активну громадську діяльність
- Орден «За заслуги перед Вітчизною» 4-го ступеня (2016) — за заслуги в розвитку вітчизняної культури і мистецтва, багаторічну плідну діяльність

### Інші
| Рік  | Нагорода      | Категорія   | Результат |
| ---- | ------------- | ----------- | --------- |
| 2006 | Росіянин року | Зірка Росії | Перемога  |

## Громадянська позиція
Вважає, що Микита Хрущов несправедливо віддав Крим УРСР.
Фігурант бази даних центру «Миротворець» за участь у пропагандистських заходах РФ проти України та порушення українського законодавства.
На початку червня 2022 року приїхав у рамках чергових пропагандистських заходів РФ проти України до Маріуполя з головою партії «Єдина Росія» Андрієм Турчаком та ватажком псевдореспубліки «ДНР» Денисом Пушиліним. Закінченням поїздки став візит Миронова до співробітників розбомбленого Маріупольського драмтеатру, де ховалися мирні городяни та їхні діти.  Миронов дав численні інтерв'ю російським продержавним ЗМІ, у яких пообіцяв взяти шефство над театром.

## Політична діяльність
Перед президентськими виборами 2012 року в РФ знявся в агітаційному відеоролику і публічно висловився на підтримку кандидата в президенти Володимира Путіна.

## Критика цензури
У 2016, на нараді російських президентських рад з питань культури та російської мови виступив з критикою цензури в путінській Росії, за що сам був підданий критиці з боку прихильників Путіна.